# Mesobuthus eupeus
Espèce
Synonymes
- Androctonus eupeus C. L. Koch, 1839
- Androctonus ornatus Nordmann, 1840
- Androctonus cognatus L. Koch, 1878

Mesobuthus eupeus est une espèce de scorpions de la famille des Buthidae.

## Distribution
Cette espèce se rencontre en Géorgie, en Arménie, en Azerbaïdjan, dans le Nord-Est de la Turquie, en Iran en Azerbaïdjan occidental et en Russie au Caucase du Nord,.

## Description
Le mâle décrit par Kovařík, Fet, Gantenbein, Graham, Yağmur, Šťáhlavský, Poverenni et Nouvruzov en 2022 mesure 45,70 mm et la femelle 50,63 mm.

## Systématique et taxinomie
Cette espèce a été décrite sous le protonyme Androctonus eupeus par C. L. Koch en 1839. Elle est placée dans le genre Buthus par Simon, en 1879 puis dans le genre Mesobuthus par Vachon en 1950.
Androctonus ornatus et Androctonus cognatus ont été placées en synonymie par Birula en 1896.
En 2000, 14 sous-espèces étaient reconnue à Mesobuthus eupeus :
- Mesobuthus eupeus eupeus correspond à  Mesobuthus eupeus tel que reconnue par Kovařík, Fet, Gantenbein, Graham, Yağmur, Šťáhlavský, Poverenni et Nouvruzov en 2022[2] ;
- Mesobuthus eupeus phillipsi a été élevée au rang d'espèce par Mirshamsi, Sari, Elahi et Hosseinie en 2011[8] ;
- Mesobuthus eupeus afghanus, Mesobuthus eupeus bogdoensis, Mesobuthus eupeus haarlovi, Mesobuthus eupeus iranus, Mesobuthus eupeus persicus et Mesobuthus eupeus thersites ont été élevées au rang d'espèce par Kovařík en 2019[9] ;
- Mesobuthus eupeus philippovitschi, Mesobuthus eupeus barszczewskii, Mesobuthus eupeus mesopotamicus et Mesobuthus eupeus kirmanensis ont été élevées au rang d'espèce par Kovařík, Fet, Gantenbein, Graham, Yağmur, Šťáhlavský, Poverenni et Nouvruzov en 2022[2].
- Mesobuthus eupeus pachysoma a été placée en synonymie avec Mesobuthus kirmanensis et Mesobuthus eupeus mongolicus a été placée en synonymie avec Mesobuthus thersites par Kovařík, Fet, Gantenbein, Graham, Yağmur, Šťáhlavský, Poverenni et Nouvruzov en 2022[2].

## Publication originale
- C. L. Koch, 1839 : Die Arachniden. Nürnberg, vol. 5, p. 1-158 (texte intégral).